# Los que verán a Dios
 Los que verán a Dios es una película filmada en blanco y negro de Argentina dirigida por Rodolfo Blasco sobre el guion de Vito De Martini que se estrenó el 28 de febrero de 1963 y que tuvo como protagonistas a Oscar Rovito, Bárbara Mujica, Luis Dávila, Alberto Bello y Beatriz Bonnet.

## Sinopsis
Un joven matrimonio elige abortar por la falta de recursos económicos.

## Reparto
- Oscar Rovito
- Bárbara Mujica
- Luis Dávila
- Alberto Bello
- Beatriz Bonnet
- Pablo Moret
- Luis Calán
- Julio de Grazia
- George Hilton
- Mariela Reyes
- Diana Ingro
- Rosángela Balbo
- Carmen Morales
- Darío Vittori
- Zulma Faiad

## Comentarios
Jorge Miguel Couselo dijo en su crónica en Correo de la Tarde:

”Una historia pretensiosa y trivial…ni un solo efectivismo más cabe en el libro de Vito de Martini, están todos.”

Por su parte, Manrupe y Portela escriben:

”Más allá de sus fallas tiene la particularidad de tomar el aborto como tema central por primera vez en el cine argentino.”